# Cahagnes
Cahagnes település Franciaországban, Calvados megyében. Lakosainak száma 1408 fő (2022. január 1.). Cahagnes Amayé-sur-Seulles, Saint-Pierre-du-Fresne, Tracy-Bocage, Souleuvre-en-Bocage, Caumont-sur-Aure, Val de Drôme, Dialan sur Chaîne, Aurseulles és Seulline községekkel határos.

## Népesség
A település népességének változása:
| Lakosok száma | 1005 | 945  | 934  | 1263 | 1392 | 1401 | 1394 | 1396 | 1400 | 1408 |
|               | 1968 | 1982 | 1990 | 2006 | 2013 | 2015 | 2017 | 2019 | 2020 | 2022 |